# Percnon planissimum
Percnon planissimum is een krabbensoort uit de familie van de Percnidae. De wetenschappelijke naam van de soort is voor het eerst geldig gepubliceerd in 1804 door Herbst.